# Focus Features
Focus Features è una casa di produzione cinematografica statunitense, divisione di NBCUniversal. I maggiori successi ottenuti dalla Focus Features sono stati sinora Traffic (2000) e I segreti di Brokeback Mountain (2005). La società co-produceva una parte dei titoli prodotti dalla Rogue Pictures, la sua filiale, fino al 2009.

## Storia
Focus Features è stata fondata nel 2002, ma le sue origini possono essere fatte risalire al 1991, quando James Schamus e Ted Hope fondarono la casa di produzione cinematografica indipendente Good Machine. Nel 1997 Good Machine e October Films, formarono una joint venture per vendere i diritti dei film due società all'estero. Nel 1999 October Films e la casa di produzione/distribuzione indipendente Gramercy Pictures si fusero dando vita a USA Films. Nel dicembre 2001, Universal Studios acquisisce USA Films come parte dell'acquisto da 7 miliardi di dollari di USA Networks. Nel maggio 2002 Good Machine è stata acquistata dalla Universal per una somma non rivelata.
Focus Features è quindi nata nel 2002 a seguito della fusione delle divisioni USA Films e Good Machine. Il nome Focus era stato precedentemente utilizzato dalla casa di produzione Interna Universal Focus, che era stata chiusa solo un mese prima. Nel marzo 2004 Focus ha rilanciato la casa di produzione Rogue Pictures, dal 1997 al 2000 divisione di PolyGram, specializzata in film di genere per un pubblico più mainstream. Nel 2004, a seguito della fusione tra Universal e NBC di General Electric, Focus diventa una sussidiaria di NBCUniversal. Nel 2009 Relativity Media ha completato l'acquisizione di Rogue Pictures. A febbraio del 2013 Comcast diventa unico azionista di NBCUniversal. Nel febbraio 2016, Focus si è fusa con Universal Pictures International come parte di un riassetto societario.

## Focus World
Nell'agosto del 2011, Focus Features inaugura Focus World, un marchio finalizzato a  al mercato dei video on demand, con l'iniziale obiettivo di distribuire 15 film all'anno, con una frequenza minima di uno al mese.

## Filmografia parziale
- Gosford Park, regia di Robert Altman (2001)
- Never Again (2001)
- Monsoon Wedding - Matrimonio indiano (Monsoon Wedding) (2002)
- The Kid Stays in the Picture (2002)
- Possession - Una storia romantica (Possession), regia di Neil LaBute (2002)
- 8 donne e un mistero (8 femmes), regia di François Ozon (2002)
- Lontano dal paradiso (Far from Heaven), regia di Todd Haynes (2002)
- Long Time Dead, regia di Marcus Adams (2002)
- The Guys (2002)
- Il pianista (The Pianist), regia di Roman Polański (2002)
- My Little Eye, regia di Marc Evans (2002)
- Ali G (Ali G Indahouse), regia di Mark Mylod (2002)
- Deliver Us from Eva (2003)
- The Shape of Things, regia di Neil LaBute (2003)
- Swimming Pool, regia di François Ozon (2003)
- Lost in Translation - L'amore tradotto (Lost in Translation), regia di Sofia Coppola (2003)
- Sylvia, regia di Christine Jeffs (2003)
- 21 grammi (21 Grams), regia di Alejandro González Iñárritu (2003)
- Ned Kelly, regia di Gregor Jordan (2003)
- Se mi lasci ti cancello (Eternal Sunshine of the Spotless Mind), regia di Michel Gondry (2004)
- The Door in the Floor, regia di Tod Williams (2004)
- La fiera della vanità (Vanity Fair), regia di Mira Nair (2004)
- L'alba dei morti dementi (Shaun of the Dead), regia di Edgar Wright (2004)
- I diari della motocicletta (Diarios de motocicleta), regia di Walter Salles (2004)
- Il figlio di Chucky (Seed of Chucky), regia di Don Mancini (2004)
- Assault on Precinct 13, regia di Jean-François Richet (2005)
- Inside I'm Dancing (2005)
- Danny the Dog (Unleashed), regia di Louis Leterrier (2005)
- My Summer of Love, regia di Paweł Pawlikowski (2005)
- Broken Flowers, regia di Jim Jarmusch (2005)
- The Constant Gardener - La cospirazione (The Constant Gardener), regia di Fernando Meirelles (2005)
- Nickname: Enigmista (Cry Wolf), regia di Jeff Wadlow (2005)
- Carlito's Way - Scalata al potere (Carlito's Way: Rise to Power), regia di Michael Bregman (2005)
- Orgoglio e pregiudizio (Pride and Prejudice), regia di Joe Wright (2005)
- The Ice Harvest (2005)
- I segreti di Brokeback Mountain (Brokeback Mountain), regia di Ang Lee (2005)
- Something New, regia di Sanaa Hamri (2006)
- Dave Chappelle's Block Party (2006)
- Brick - Dose mortale (2006)
- On a Clear Day (2006)
- Waist Deep (2006)
- Scoop (2006)
- Hollywoodland (2006)
- The Ground Truth (2006)
- Fearless (2006)
- Catch a Fire (2006)
- L'incubo di Joanna Mills (The Return) (2006)
- The Hitcher (2007)
- Hot Fuzz (2007)
- Un amore senza tempo (Evening) (2007)
- Parla con me (Talk to Me) (2007)
- Balls of Fury (2007)
- La promessa dell'assassino (Eastern Promises) (2007)
- Lussuria - Seduzione e tradimento (Lust, Caution) (2007)
- Reservation Road (2007)
- Espiazione (Atonement) (2007)
- The Strangers (2007)
- In Bruges - La coscienza dell'assassino (In Bruges) (2008)
- Burn After Reading - A prova di spia (2008)
- Milk (2008)
- Che - L'argentino (2008)
- Che - Guerriglia (2008)
- Miss Pettigrew (2008)
- 9, regia di Shane Acker (2009)
- Coraline e la porta magica (2009)
- Somewhere (2010)
- Being Flynn (2012)
- Cloud Atlas (2012)
- Closed Circuit (2013)
- La teoria del tutto (The Theory of Everything), regia di James Marsh (2014)
- Cinquanta sfumature di grigio (Fifty Shades of Grey), regia di Sam Taylor-Johnson (2015)
- Cinquanta sfumature di nero (Fifty Shades Darker), regia di James Foley (2017)
- Atomica bionda (Atomic Blonde), regia di David Leitch (2017)
- Maria regina di Scozia (Mary Queen of Scots), regia di Josie Rourke (2018)
- Boy Erased - Vite cancellate (Boy Erased), regia di Joel Edgerton (2018)
- BlacKkKlansman, regia di Spike Lee (2018)
- Emma., regia di Autumn de Wilde (2020)
- Drive-Away Dolls, regia di Ethan Coen (2023)
- Asteroid City, regia di Wes Anderson (2023)
- Nosferatu, regia di Robert Eggers (2024)
- La trama fenicia (The Phoenician Scheme), regia di Wes Anderson (2025)